# Walter Gómez Ronquillo
Walter Javier Gómez Ronquillo (Guayaquil, 9 de junio de 1970) es un político y activista LGBT ecuatoriano. Ha trabajado durante más de 25 años en la defensa de los derechos de las poblaciones LGBT del país y fue director de la fundación Vida Libre durante 13 años. También ha sido asambleísta nacional y consejero de Participación Ciudadana y Control Social.

## Biografía
Nació el 9 de junio de 1970 en Guayaquil, provincia de Guayas. Realizó sus estudios secundarios en el Colegio Nacional Clemente Yerovi Indaburu y los superiores en la Universidad de Guayaquil, donde obtuvo el título de licenciado en mercadotecnia y publicidad. Posteriormente realizó una maestría en la misma universidad en ciencias internacionales y diplomacia.
Ingresó al sector público en 2017 luego de ser nombrado delegado provincial del Consejo de Participación Ciudadana y Control Social en Guayas. Posteriormente ganó un concurso de méritos y reconocimientos para integrar el Consejo de Igualdad de Género en representación de las personas LGBT.

### Consejero de CPCCS

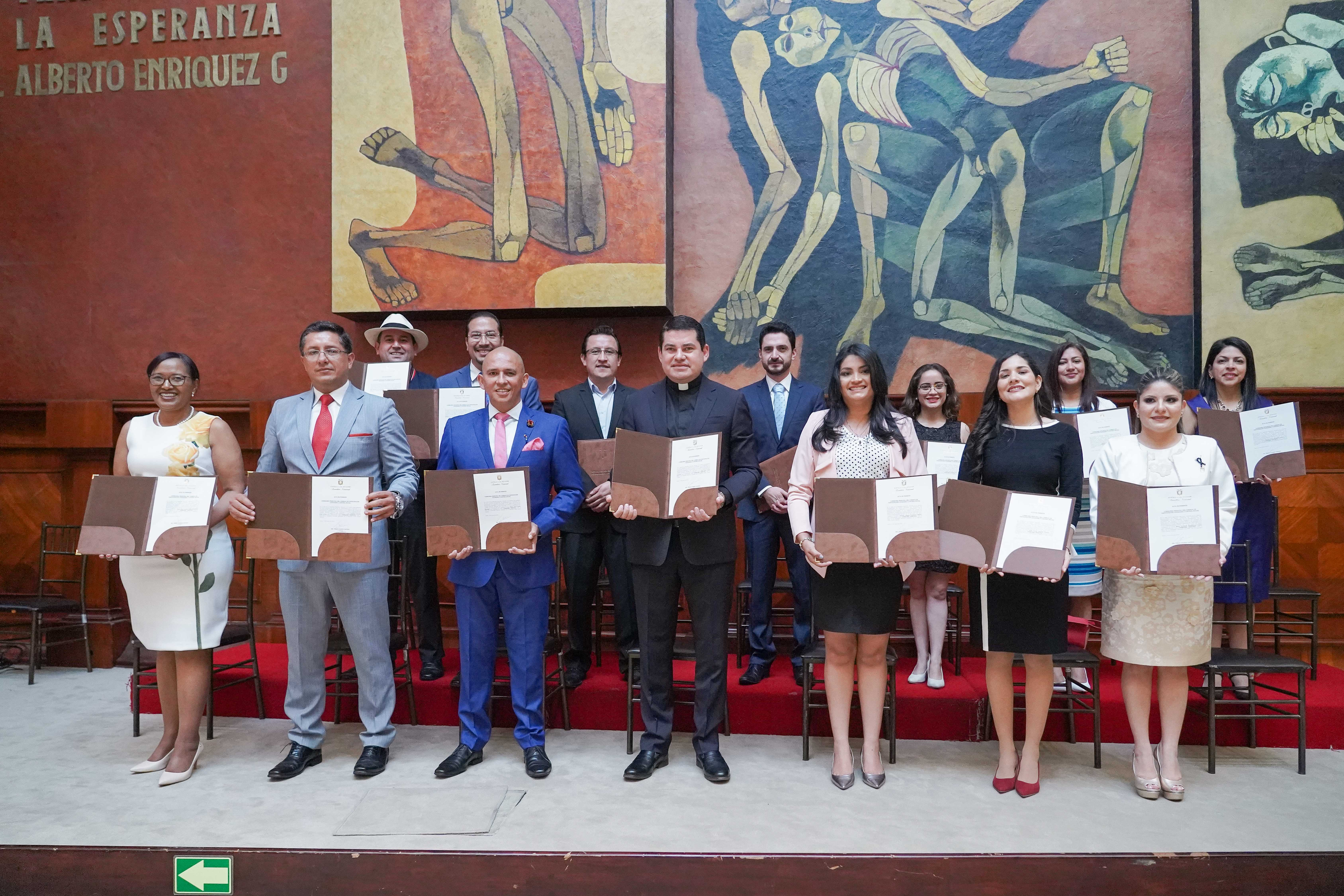
Posesión de Walter Gómez al Consejo de Participación Ciudadana y Control Social (13 de junio de 2019)

Para las elecciones de 2019 se presentó como candidato al Consejo de Participación Ciudadana y Control Social (CPCCS) y recibió el apoyo del expresidente Rafael Correa. Entre sus propuestas se encontraban el rechazo a la privatización de empresas públicas y la revisión de las actuaciones del Consejo de Participación Ciudadana anterior. Gómez resultó finalmente electo al Consejo. Asumió el cargo el 13 de junio del mismo año y apoyó la elección de José Tuárez como presidente del Consejo de Participación Ciudadana, quien además obtuvo los votos de las consejeras Victoria Desintonio y Rosa Chalá.
Como miembro del CPCCS participó en la Marcha del Orgullo LGBT de Guayaquil de 2019, evento al que había asistido de forma anual desde sus primeras ediciones.
Durante sus primeros meses en el puesto anunció su intención de apoyar la revisión de lo actuado por el Consejo de Participación Ciudadana Transitorio. Sin embargo, la Asamblea Nacional inició un proceso de juicio político en contra de los consejeros que apoyaron esta iniciativa, entre ellos Gómez, por supuestamente ir en contra de un dictamen de la Corte Constitucional que afirmaba que las actuaciones del Consejo Transitorio no podían ser revisadas. El juicio político tuvo lugar el 14 de agosto de 2019. Durante su defensa, Gómez calificó las acusaciones de la Asamblea de "ridículas e impertinentes" e impelió a los asambleístas a trabajar por el país. La Asamblea finalmente censuró a Gómez y al resto de los acusados con 84 votos a favor, con lo que quedaron destituidos de sus cargos.

### Vida política posterior
Gómez reingresó a la política en 2021 y fue elegido elegido asambleísta nacional alterno (de Alexandra Arce) por la coalición Unión por la Esperanza en las elecciones legislativas de ese año. Durante la campaña electoral, Gómez se comprometió públicamente a defender los derechos de las personas LGBT desde la Asamblea. El 12 de septiembre de 2022, asumió el cargo de asambleísta principal, tras la salida del legislativo de Alexandra Arce, quien renunció a la Asamblea para participar en las elecciones seccionales del año siguiente.